# 水間氏
水間氏（みずまうじ）は日本の古代氏族で水沼（みぬま）氏に同じ。

## 概要
『日本書紀』によれば景行天皇と襲武媛(そのたけひめ)の間に生まれた国乳別皇子（くにちわけのみこ）を始祖とするという。国乳別皇子は、神功皇后が新羅を攻めたとされる際に弓頭（もしくは弓大将）として従ったとされ、現在の久留米市三潴町（みづままち）にある弓頭神社に祭られている。
水沼氏は大和政権の一員として筑紫地方を支配していたとみられ、久留米市大善寺（だいぜんじ）には、水沼氏のものとされる御塚（おんつか）と権現塚（ごんげんづか）の二つの古墳が残っている。また、日本書紀には、雄略天皇の時代に呉から天皇に献じられた鵞鳥を水間君の犬が喰ってしまい、鴻１０羽と養鳥人（とりかい）を献じて罪を贖い許されたとの記事も残っており、大陸から有明海、筑後川を経て筑紫に到った使者を迎える役を担っていたとも推察される。なお、電話帳の記載によると、現在、水間を名乗る世帯は日本に1300余である。